# Função de Bessel
A Função de Bessel, foi definida pela primeira vez por Daniel Bernoulli e generalizada por Friedrich Bessel. Ela é a solução da equação diferencial:
{\displaystyle x^{2}{\frac {\mathrm {d} ^{2}y}{\mathrm {d} x^{2}}}+x{\frac {\mathrm {d} y}{\mathrm {d} x}}+(x^{2}-\ p^{2})y=0,}
para um número real {\displaystyle p} . Ela é denominada equação de Bessel de índice {\displaystyle p}.

## Definição
Como a função de Bessel é obtida a partir da solução de uma equação diferencial de segunda ordem, esta deve possuir duas soluções linearmente independentes. Entretanto, a depender das circunstâncias, múltiplas formulações dessas soluções podem ser convenientes. As diferentes variações com nomenclatura são resumidas na tabela abaixo. 
| Type                          | First kind        | Second kind       |
| ----------------------------- | ----------------- | ----------------- |
| Bessel functions              | Jα                | Yα                |
| Funções de Bessel modificadas | Iα                | Kα                |
| Funções de Hankel             | H(1) α = Jα + iYα | H(2) α = Jα − iYα |
| Funções de Bessel esféricas   | jn                | yn                |
| Funções de Hankel esféricas   | h(1) n = jn + iyn | h(2) n = jn − iyn |

As funções de Bessel de segunda espécie e as funções de Bessel esféricas de segunda espécie são por vezes denotadas por Nn e nn, respectivamente, ao invés de Yn e yn.

### Dedução das funções de Bessel principais
Utilizando o método de resolução de equações diferencias por séries de potências:
O ponto {\displaystyle x_{0}=0} é um ponto singular regular para a equação de Bessel. Desta forma podemos aplicar o método de Frobenius para este ponto singular regular. O método consiste em procurar a seguinte solução: 
{\displaystyle y=(x-x_{0})^{r}\sum _{n=0}^{\infty }a_{n}(x-x_{0})^{n}} 
Aplicada no ponto singular regular. Como zero é um ponto singular regular da equação de Bessel podemos aplicar a equação acima substituindo {\displaystyle x_{0}}por zero: 
{\displaystyle y=x^{r}\sum _{n=0}^{\infty }a_{n}x^{n},a_{0}\neq 0} 
{\displaystyle y=\sum _{n=0}^{\infty }a_{n}x^{n+r},a_{0}\neq 0} 
Substituindo a solução na equação, temos: 
{\displaystyle \sum _{n=0}^{\infty }(n+r)(n+r-1)a_{n}x^{n+r}+\sum _{n=0}^{\infty }(n+r)a_{n}x^{n+r}+\sum _{n=0}^{\infty }a_{n}x^{n+r+2}-\sum _{n=0}^{\infty }p^{2}a_{n}x^{n+r}=0} 
Podemos juntar o 1º, 2º e 4º somatório: 
{\displaystyle \sum _{n=0}^{\infty }((n+r)^{2}-p^{2})a_{n}x^{n+r}+\sum _{n=0}^{\infty }a_{n}x^{n+r+2}=0} 
No segundo somatório substituímos n por um número k qualquer de maneira que {\displaystyle n=k-2} e fatorando os termos elevados ao quadrados do primeiro somatório: 
{\displaystyle \sum _{n=0}^{\infty }(n+r+p)(n+r+p)a_{n}x^{n+r}+\sum _{k=2}^{\infty }a_{k-2}x^{k+r}=0} 
Podemos agora substituir k por n no segundo somatório: 
{\displaystyle \sum _{n=0}^{\infty }(n+r+p)(n+r+p)a_{n}x^{n+r}+\sum _{n=2}^{\infty }a_{n-2}x^{n+r}=0} 
Separando os dois primeiros termos do primeiro somatório, o primeiro somatório agora começa a partir de n=2 e podemos agrupar os dois somatórios em somente um somatório que começa em n=2:{\displaystyle (n+r)(r-p)a_{0}x^{r}+(r+p+1)(r-p+1)a_{1}x^{r+1}+\sum _{n=2}^{\infty }((n+r+p)(n+r-p)a_{n}+a_{n-2})x^{n+r}=0}Como temos que toda esta equação deve ser zero e como definimos inicialmente que {\displaystyle a_{0}\neq 0} : 
{\displaystyle (r+p)(r-p)=0}  
{\displaystyle (r+p+1)(r-p+1)a_{1}=0} 
{\displaystyle (n+r+p)(n+r-p)a_{n}+a_{n-2}=0} 
Resolvendo  a primeira equação das três obtemos duas raízes: 
{\displaystyle r_{1}=p} 
{\displaystyle r_{2}=-p} 
Usando a primeira solução, ou seja {\displaystyle r_{1}=p}, e substituindo na segunda equação: 
{\displaystyle (2p+1)a_{1}=0} 
Desta forma obtemos: 
{\displaystyle a_{1}=0} 
Substituindo  {\displaystyle r_{1}=p} na terceira equação: 
{\displaystyle (n+2p)na_{n}+a_{n-2}=0} 
Esta igualdade é valida para n=2,3,4,... 
Isolando o termo {\displaystyle a_{n}} na equação, obtemos: 
{\displaystyle a_{n}=-{\frac {a_{n-2}}{n(n+2p)}}} 
Desta forma sabemos que os termos a de índices ímpares são zero enquanto que termos de índice par seguem a regra de recorrência acima indicada. Para descobrirmos {\displaystyle a_{2}} ,por exemplo, só necessitamos trocar todos os números genéricos n na fórmula de recorrência por 2: 
{\displaystyle a_{2}=-{\frac {a_{0}}{2(2+2p)}}}   
Para descobrir {\displaystyle a_{4}} fazemos o mesmo procedimento descrito anteriormente mas para n=4: 
{\displaystyle a_{4}=-{\frac {a_{2}}{4(4+2p)}}} 
Colocamos o valor de {\displaystyle a_{2}} já foi determinada substituímos seu valor na fórmula acima: 
{\displaystyle a_{4}={\frac {a_{0}}{2.4(2+2p)(4+2p)}}} 
Em geral, 
{\displaystyle a_{2n}={\frac {(-1)^{n}a_{0}}{n!(1+p)(2+p)...(n+p).2^{2n}}}} 
De maneira geral ao valor de {\displaystyle a_{0}} é atribuído: 
{\displaystyle a_{0}={\frac {1}{2^{p}\Gamma (1+p)}}} 
Utilizando a identidade: 
{\displaystyle \Gamma (x+1)=x\Gamma (x)} 
Temos que {\displaystyle a_{2n}} que pode ser escrito da seguimte forma: 
{\displaystyle a_{2n}=-{\frac {(-1)^{n}}{n!\Gamma (n+p+1)2^{2n+p}}}} 
A primeira solução da equação de Bessel é: 
{\displaystyle y_{1}=\sum _{n=0}^{\infty }{\frac {(-1)^{n}}{n!\Gamma (n+p+1)}}\left({\frac {x}{2}}\right)^{2n+p}} 

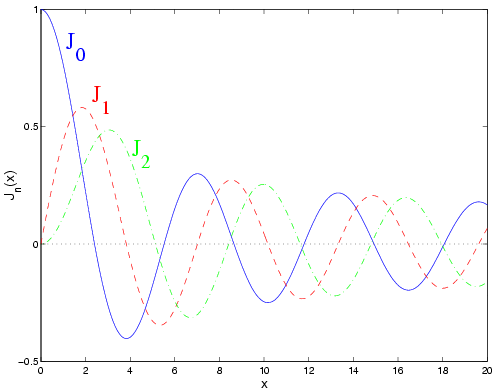
Gráfico das funções de Bessel de primeira espécie para α= 0, 1, 2

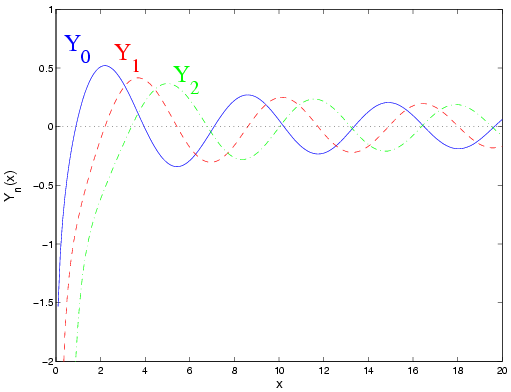
Gráfico das funções de Bessel de segunda espécie para α= 0, 1, 2

A função de Bessel de primeira espécie pode ser representada para p=m=0,1,2,3,...:
{\displaystyle J_{m}(x)=\sum _{n=0}^{\infty }{\frac {(-1)^{n}}{n!(n+m)!}}{\left({\frac {x}{2}}\right)}^{2n+m}.}
A função de Bessel de segunda espécie pode ser obtida através do método de D’Alembert, e, para {\displaystyle \alpha } inteiro, tem a forma:
{\displaystyle Y_{m}(x)={\frac {J_{m}(x)\cos(m\pi )-J_{-m}(x)}{\sin(m\pi )}}.}

### Casos particulares
As funções de Bessel para {\displaystyle m=\pm {\frac {1}{2}}} podem ser escritas em termos de funções elementares:
{\displaystyle J_{\frac {1}{2}}(x)={\sqrt {\frac {2}{\pi x}}}sen(x)}  e  {\displaystyle J_{-{\frac {1}{2}}}(x)={\sqrt {\frac {2}{\pi x}}}cos(x)}

### Transformada de Laplace
Seja a Equação de Bessel {\displaystyle J_{0}(at){=}\sum _{n=0}^{\infty }(-1)^{n}\cdot {\frac {{\Bigl (}{\frac {at}{2}}{\Bigr )}^{2n}}{(n!)^{2}}}} , então temos que sua transformada de Laplace é dada por:{\displaystyle {\mathcal {L}}\left\{J_{0}(at)\right\}{=}\sum _{n=0}^{\infty }(-1)^{n}\cdot {\frac {{\Bigl (}{\frac {a}{2}}{\Bigr )}^{2n}}{(n!)^{2}}}\cdot {\mathcal {L}}\left\{J_{0}(at)\right\}{=}\sum _{n=0}^{\infty }(-1)^{n}\cdot {\frac {{\Bigl (}{\frac {a}{2}}{\Bigr )}^{2n}}{(n!)^{2}}}\cdot {\frac {({2n}!)}{s^{2n+1}}}{=}{\frac {1}{s}}\cdot {\Bigl [}1-{\frac {1}{2}}\cdot {\Bigl (}{\frac {a}{s}}{\Bigr )}^{2}+{\frac {1}{2}}\cdot {\frac {3}{2}}\cdot {\Bigl (}{\frac {a}{s}}{\Bigr )}^{4}+...{\Bigr ]}{=}{\frac {1}{s}}\cdot {\Bigl (}1+{\Bigl (}{\frac {a}{s}}{\Bigr )}^{2}{\Bigr )}^{\frac {-1}{2}}{=}{\frac {1}{s}}\cdot {\Bigl (}{\frac {s^{2}+a^{2}}{s^{2}}}{\Bigr )}^{\frac {-1}{2}}{=}{\frac {1}{\sqrt {a^{2}+s^{2}}}}}

## Propriedades
Algumas relações da função de Bessel da primeira espécie:
1. Para {\displaystyle p} inteiro: {\displaystyle J_{-p}(x)=(-1)^{p}J_{p}(x)}
2. Para {\displaystyle p} não inteiro: {\displaystyle J_{p}(x)eJ_{-p}(x)} são linearmente independentes
3. {\displaystyle {\frac {d}{dz}}\{J_{p}(z)\}=J_{p-1}(z)-{\frac {p}{z}}J_{p}(z)}
4. {\displaystyle {\frac {d}{dz}}\{z^{p}J_{p}(z)\}=z^{p}J_{p-1}(z)}

## Aplicações
- Solução das equações de Laplace e Helmholtz, em coordenadas cilíndricas ou esféricas;
  - Ondas eletromagnéticas;
  - Análise de sinais modulados em frequência (FM);
  - Condução de calor;
  - Vibração;
  - Difusão.
  - Processamento de sinais (filtro Bessel).
  - Soluções para a equação de Schrödinger radial (em coordenadas esféricas e cilíndricas) de uma partícula livre.
  - Solução para os padrões de radiação acústica.
  - atrito em função da frequência em condutas circulares.
  - A dinâmica de corpos flutuantes.[8]